# Rhetus periander
Rhetus periander — денний метелик родини ріодинід. Був описаний 1777 року Пітером Крамером.                                                                                                                                

## Опис
Розмах крил 25 — 30 мм.

## Ареал
Він зустрічається в більшій частині Центральної та Південної Америки, починаючи від Мексики до Бразилії та Аргентини.

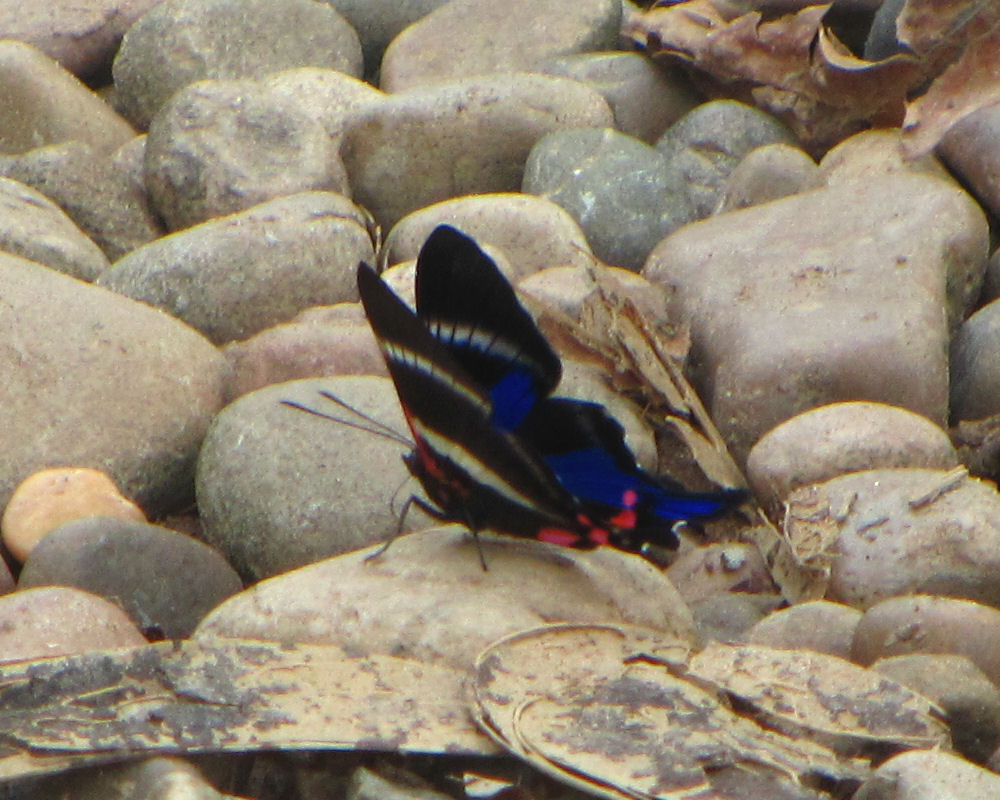
Самець Rhetus periander у парку Тамбопата, Перу